# Live at the Union Chapel
Live at the Union Chapel es un álbum en vivo de la banda de rock británica Procol Harum, publicado en 2004. Fue grabado en vivo en Union Chapel, Islington, Londres.

## Lista de canciones
1. "Shine On Brightly"
2. "An Old English Dream"
3. "Homburg"
4. "Quite Rightly So"
5. "Simple Sister"
6. "Weisselklenzenacht (The Signature)"
7. "The Question"
8. "This World Is Rich"
9. "As Strong As Samson"
10. "Conquistador"
11. "Whisky Train"
12. "A Whiter Shade of Pale"

## Créditos
- Gary Brooker – piano y voz
- Mark Brzezicki – batería
- Matt Pegg – bajo
- Matthew Fisher – órgano
- Geoff Whitehorn – guitarra
- Keith Reid – letras